# IJsland op het Eurovisiesongfestival 2005
IJsland nam deel aan het Eurovisiesongfestival 2005 in Kiev, Oekraïne. Het was de 18de deelname van het land op het Eurovisiesongfestival. De inzending werd gekozen via een interne selectie. RUV was verantwoordelijk voor de IJslandse bijdrage voor de editie van 2005.

## Selectieprocedure
Net als in 2004 koos men ervoor de nationale selectie Söngvakeppni Sjónvarpsins achterwege te laten en een interne selectie te organiseren.
Er werd gekozen voor de populaire zangeres Selma, die IJsland in 1999 al eens vertegenwoordigd had en toen tweede was geworden. Dit keer trad ze aan met het lied If I had your love.

## In Kiev
Op het Eurovisiesongfestival moest IJsland eerst aantreden in de halve finale, als 18de na Nederland en voor België. Aan het eind van de avond bleek dat Selma niet bij de tien beste acts was geëindigd, waarmee IJsland werd uitgeschakeld. Later werd bekend dat de inzending op de 16de plaats was geëindigd met 52 punten.
Nederland en België hadden geen punten over voor deze inzending.

### Gekregen punten

#### Halve Finale
| 12 punten | 10 punten               | 8 punten              | 7 punten             | 6 punten  |
| --------- | ----------------------- | --------------------- | -------------------- | --------- |
|           | - Denemarken - Moldavië | - Noorwegen           | - Zweden             | - Andorra |
| 5 punten  | 4 punten                | 3 punten              | 2 punten             | 1 punt    |
|           | - Israël                | - Verenigd Koninkrijk | - Frankrijk - Spanje |           |

### Punten gegeven door IJsland

#### Halve Finale
Punten gegeven in de halve finale:
| 12 punten | Noorwegen   |
| 10 punten | Denemarken  |
| 8 punten  | Moldavië    |
| 7 punten  | Hongarije   |
| 6 punten  | Zwitserland |
| 5 punten  | Roemenië    |
| 4 punten  | Kroatië     |
| 3 punten  | Polen       |
| 2 punten  | Letland     |
| 1 punt    | Slovenië    |

#### Finale
Punten gegeven in de finale:
| 12 punten | Noorwegen   |
| 10 punten | Denemarken  |
| 8 punten  | Moldavië    |
| 7 punten  | Zwitserland |
| 6 punten  | Hongarije   |
| 5 punten  | Roemenië    |
| 4 punten  | Malta       |
| 3 punten  | Letland     |
| 2 punten  | Griekenland |
| 1 punt    | Kroatië     |